# Беленький, Александр Григорьевич
Алекса́ндр Григо́рьевич Беленький (5 октября 1945, Москва, РСФСР, СССР ― 13 февраля 2021, там же) — художественный руководитель-директор Государственного центрального концертного зала «Россия» (с 2006 года), генеральный директор Москонцерта (с 2001 года). Заслуженный работник культуры Российской Федерации (1998).

## Биография
Окончил Всесоюзный юридический заочный институт (ВЮЗИ) в 1975 году. Трудовую деятельность начал в 1964 году, поступив в Москонцерт, в котором проработал всю свою жизнь.
С 1964 года — ассистент звукорежиссера, 1965 год — звукорежиссер
С 1973 года — начальник административно-хозяйственного отдела
С 1987 года — заместитель директора по административно-хозяйственным вопросам
С 2001 года — генеральный директор Москонцерта.
С 2006 года — художественный руководитель-директор ГЦКЗ «Россия»
Под его непосредственным руководством был создан ряд концертных программ. Являлся председателем художественного совета Москонцерта, был членом координационного совета Столичного цеха деятелей культуры, а также входил в его Совет мастеров и Мастерскую эстрады.
Умер 13 февраля 2021 года, похоронен на Троекуровском кладбище г. Москвы

## Награды
- Заслуженный работник культуры Российской Федерации (28 декабря 1998 года) — За заслуги в области культуры и многолетнюю плодотворную работу[7]
- Почетная грамота комитета по культуре г. Москвы — 2005
- Орден Дружбы (15 февраля 2006 года) — За большой вклад в развитие отечественного музыкального искусства и многолетнюю творческую деятельность[8]
- Медаль ордена «За заслуги перед Отечеством» II степени (2 апреля 2012 года) — За достигнутые трудовые успехи и многолетнюю добросовестную работу, активную творческую и общественную деятельность[9]
- Знак отличия «За безупречную службу г. Москве L лет» (15 декабря 2017 года) — За многолетнюю плодотворную деятельность на благо города Москвы и его жителей[10]